# وایهدورف
وایهدورف (به آلمانی: Viehdorf) یک منطقهٔ مسکونی در اتریش است که در بخش امستیتن واقع شده‌است. وایهدورف ۱٬۱۸۵ نفر جمعیت دارد.